# Университет Французской Гвианы
Университет Французской Гвианы, фр. Université de Guyane — французский государственный университет, созданный в 2014 году во Французской Гвиане. Он был образован из двух существующих кампусов Университета Антильских островов и Гвианы.

## История
Конфликт по поводу финансирования Французской Гвианой студентов Университета Антильских островов привел к забастовке, парализовавшей Университет более чем на месяц в 2013—2014 учебном году. Студенты и профсоюз, представляющий учителей и администраторов, провели марш в Кайенне, требуя, чтобы факультеты, находящиеся в Гвиане, были отделены от Университета Антильских островов. Студенты и преподаватели жаловались на плохое обращение с ними в Университете Антильских островов, а также на то, что преподавательский состав их факультетов был систематически недооценён по сравнению с факультетами Мартиники и Гваделупы. На факультетах в Гвиане даже не было библиотеки и отсутствовала возможность поесть в кампусах. Протестующие также заявили, что в Университете Антильских островов количество студентов сократилось, но количество учебных курсов осталось прежним, тогда как в Гвиане количество студентов (на тот момент более 2500 человек) увеличивается, а учебные курсы закрываются. Конфликт обострился благодаря учащимся старших школ, поддерживавшим протестное движение. Соглашение о прекращении конфликта было подписано 11 ноября 2013 года.
Новый Университет Французской Гвианы был создан указом, опубликованным 30 июля 2014 года.

## Известные выпускники

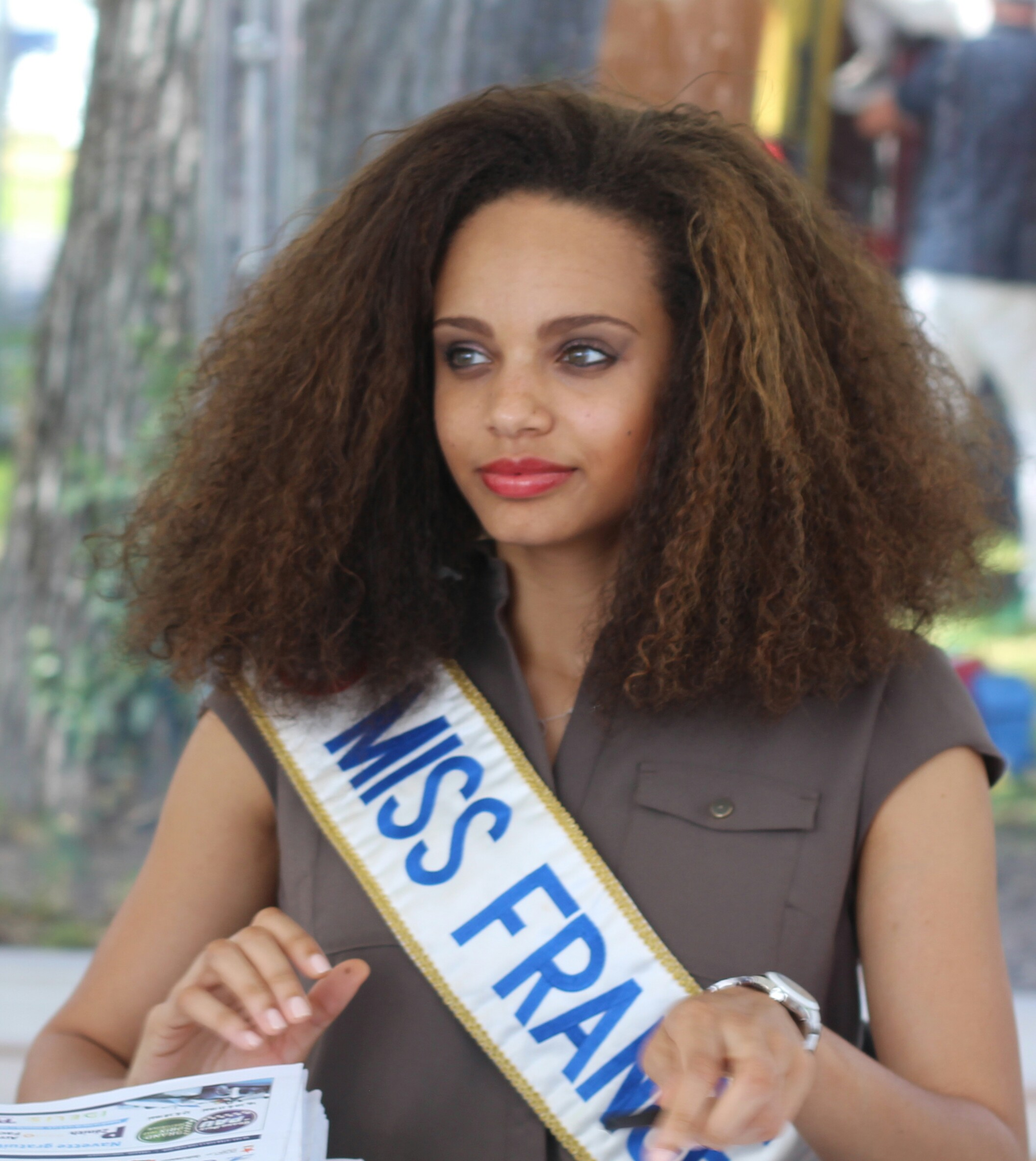
Alicia Aylies в 2017

- Alicia Aylies (родилась в 1998) — Мисс Франция 2017 года[4].